# Pumpkin Scissors
Pumpkin Scissors (パンプキン・シザーズ?, panpukin shizāzu) è un manga scritto e disegnato da Ryoutarou Iwanaga, serializzato sulla rivista Magazine GREAT di Kōdansha dal 2002. La serie, in seguito, ha ricevuto un adattamento come serie televisiva anime da parte di Gonzo e AIC, fin che è andata in onda dal 2 ottobre 2006 al 19 marzo 2007.

## Distribuzione
La serie animata è stata distribuita anche nel Nord America da A.D. Vision, ma non è ancora giunta in Italia e nell'Europa.

## Ambientazione
La storia si evolve in un ambiente che ricorda l'Europa occidentale. Durante la serie vi è una continua guerra che ricorda molto la seconda guerra mondiale, anche i nomi ricordano quelli di tedeschi o austriaci, anche se i luoghi sembrano inventati appositamente per l'anime. Le armi sono ricostruzioni fedeli dell'epoca e non si hanno contaminazioni di natura precedente o successiva.

## Trama
Le vicende narrano di un gruppo di soldati che si trovano a combattere ed effettuare numerose missioni durante un periodo di guerra fra paesi non identificati. Il loro aiuto è solo quello di supporto, e di ricostruzione anche se indirettamente saranno coinvolti più volte in situazioni disperate. Da quando Randel si unisce a loro appare anche una misteriosa organizzazione chiamata Silver Wheel (ruota d'argento). Durante gli scontri il protagonista risolve le situazioni più pericolose sfiorando la morte più volte. L'anime si conclude senza che i protagonisti capiscano chi siano i nemici, circostanza che fa pensare ad un continuo della serie.

## Personaggi

### Protagonisti
- Alice L. Malvin, colonnello in seconda, bionda, determinata, a capo degli altri soldati quando sono in missione. Una ragazza aristocratica che preferisce lavorare sodo per la gente piuttosto che andare alle feste. Infatti non esita a stracciarsi la gonna lunga che porta perché la intralciava durante un combattimento. Le sue idee progressiste di uguaglianza non sono particolarmente apprezzate dalla sua famiglia, che preferirebbe vederla dedicarsi ad attività più femminili e sposarsi. Si è diplomata all'accademia militare proprio alla fine della guerra perciò non ha molta esperienza sul campo pur essendo una combattente decisa e ben addestrata. È molto interessata al benessere di Oland e raramente mostra anche sentimenti più profondi esplicitati solo nell'episodio 22 dell'anime. La sua arma prediletta è la spada; generalmente porta con sé una spada corta ma nell'episodio 17 sfodera una grossa arma a doppia lama, tipicamente usata dalla cavalleria pesante del passato. È fidanzata per volere della famiglia con Lord Lionel Taylor ma non sembra attratta da lui. L'uomo inoltre pur mostrandosi sempre affabile e magnanimo sembra fare parte di una losca organizzazione.
- Randel Oland, caporale, protagonista della serie. È un gigante (supera i due metri) e tutto il suo corpo è coperto di cicatrici, ma il suo animo è buono e gentile. Veterano della guerra, era arruolato nell'unità segreta 901 Anticarro: questa unità era composta di fanti, addestrati a distruggere i carri armati a corto raggio, ed era temuta da tutti gli altri soldati (tra i quali correva voce di evitare a tutti i costi qualunque fante portasse una lanterna blu). Come i suoi compagni è stato addestrato a ignorare il dolore e la paura: quando attiva la sua lanterna la sua forza si moltiplica e ogni riflesso di autoconservazione sparisce, lasciando attivo solo il comando ipnotico "Toten Sie" (uccidi). È armato con una pistola Door Knocker monocolpo da 13 mm, e con un enorme paio di cesoie, abbastanza affilate da tranciare la corazza di un carro.

### Antagonisti
I nemici della serie sono divisi in due gruppi i primi sono ex compagni di squadre speciali simili a quella di Oland, che servono il secondo gruppo, i soci dell'organizzazione Silver Wheel, infiltratisi in tutti i ruoli di comando dello Stato e dell'esercito.
- Wolmarf, primo nemico incontrato nella serie. Era ufficiale nell'unità 903 Guerra Chimica: dopo la tregua comanda un piccolo gruppo di disertori e ha a disposizione un carro armato, con le munizioni speciali della sua unità. Oland lo ucciderà sparandogli con la sua Door Knocker, prima che il carro nemico precipiti in un burrone.
- Wolkins, visconte e feudatario imperiale. Possiede un carro armato sperimentale, dotato di un sistema di ricarica automatico. Sottopone gli abitanti del suo feudo a un "gioco" crudele, il cui premio è una immensa quantità di ricchezze: tre persone vengono incatenate assieme e hanno qualche minuto di vantaggio per scappare dal suo carro armato. Ultimi a subire questa tortura saranno i tre uomini della Pumpkin Scissors. Scampato fortunosamente alla pistola di Oland, impazzisce e viene rinchiuso in manicomio, dove viene ritrovato morto poco dopo, apparentemente suicida.
- Hosslow, ex carrista e sottoposto di Wolkins. È il pilota del suo carro armato. Dopo avere raccontato al visconte le leggende sull'unità anticarro 901, viene ucciso da Oland.
- Hans, un soldato di un gruppo speciale addetto all'uso di lanciafiamme. Il suo gruppo era stato munito di una tuta protettiva, riempita con un fluido "ignifugo". Per un caso fortuito Hans scopre che in realtà il fluido è un potente anestetico, in quanto la tuta non protegge dal calore delle fiamme: tutti i suoi compagni muoiono davanti ai suoi occhi, pochi istanti dopo essersi tolti le tute, uccisi dalle ustioni e dal dolore. Intrappolato nel suo scafandro, Hans continua a sentire freddo e solo quando uccide con il suo lancia-fiamme riesce a sentirsi caldo e vivo. Per questo è grato alla Silver Wheel, che gli permette di continuare il suo 'lavoro'. Il suo incontro/scontro con Oland, che riconosce subito come membro dell'unità anti-carroarmato e quindi compagno, è straziante per entrambi, lasciando il caporale in uno stato di shock alla morte di Hans.

## Sigle
Sigla iniziali
Aoki Flamme (蒼き炎(フランム)?) di Yōko Takahashi
Sigle finali
Mercury GO (マーキュリー★GO?) di Kana Ueda e Yukai na Nakama-tachi dove si vede
Pumpkin Ondo (パンプキン音頭?) di Kana Ueda (soltanto nell'episodio 18, che è una sorta di sigla speciale dove si ripete la canzoncina sentita durante l'episodio)

## Gradi
| Grado                                | Personaggio   |
| ------------------------------------ | ------------- |
| Maggiore (少佐 - shō sa)             | Connery       |
| Capitano (大尉 - tai i)              | Hunks         |
| Primo colonnello (中尉 - chū i)      | Webner        |
| Colonnello in seconda (少尉 - shō i) | Alice         |
| Ufficiale maggiore (准尉 - jun i)    | Martis Oreldo |
| Sergente maggiore (曹長 - sō chō)    | Stecchin      |
| Caporale (伍長 - go chō)             | Randal        |
| Mascotte (上等兵 - jōtō hei)         | Mercury       |